# È delicato
È delicato è un singolo del cantante italiano Zucchero Fornaciari, pubblicato il 5 febbraio 2007 come terzo estratto dall'album in studio Fly.

## Descrizione
Il brano, prodotto da Don Was, è stato scritto, per quanto riguarda il testo, dallo stesso Zucchero e da Ivano Fossati. La musica, invece, è stata scritta da Eddy Mattei, Ale Chiesa e Zucchero.

## Video musicale
Fu realizzata una clip del singolo, con protagonista un ragazzino di colore che trascorre le sue giornate tra chiesa e amici, cercando di conquistare una ragazza un po' più grande di lui. Il video fu girato utilizzando un effetto vintage sui colori, tranne per le scene iniziali di apertura e chiusura, in bianco e nero, che ritraggono Zucchero camminare da solo in un ventoso deserto.
Dieci anni più tardi, in concomitanza con la pubblicazione di Black Cat, nel video del brano Ci si arrende i due ragazzi, ora cresciuti, ma ancora insieme, si ritrovano sulle rive del Delta del Po.

## Tracce
1. È delicato – 3:33 (testo: Zucchero, Ivano Fossati – musica: Zucchero, E. Mattei, A. Chiesa)

## Classifiche
| Classifica (2007) | Posizione massima |
| ----------------- | ----------------- |
| Italia            | 35                |
| Italia (Airplay)  | 16                |